# Ориндж (Австралия)
Ориндж (англ. Orange) — город в Австралии.

## География и история
Город Ориндж находится в восточной части федерального штата Новый Южный Уэльс, на востоке Австралии, в 250 километрах западнее Сиднея, на высоте 863 метра над уровнем моря. Число жителей составляет 31.544 чел. (на 2006 год). В административном отношении Ориндж — центр городского округа (сити) Ориндж-Сити штата Новый Южный Уэльс.
Город был основан в 1846 году. В 1851 году возле Оринджа впервые в истории Австралии было найдено золото, что вызвало знаменитую австралийскую золотую лихорадку.

## Хозяйство
Основными источниками городских доходов является горнодобывающая промышленность и плодоводство, в частности выращивание яблок, груш, вишни и персиков.
Ориндж является крупным автотранспортным и железнодорожным центром.

## Персоналии
В городе Ориндж родился знаменитый австралийский поэт Эндрю Бартон Патерсон.

## Города-партнёры
- Маунт-Хаген
- Тимару
- Усику